# Palača Sovjetov
Palača Sovjetov (rusko Дворец Советов, Dvorec Sovetov) je nikoli zgrajen politični kongresni center v Moskvi na mestu porušene cerkve Kristusa Odrešenika. Glavna funkcija palače bi bila zasedanja vrhovnega sovjeta v 130 m široki in 100 m visoki veliki dvorani, ki bi sprejela več kot 20.000 ljudi. S 416 metri višine bi palača postala najvišja zgradba na svetu, njena notranja prostornina pa bi presegla prostornino šestih najvišjih ameriških nebotičnikov skupaj.
Na seriji štirih arhitekturnih natečajev, ki so potekali v letih 1931–1933, je zmagal Boris Iofan. Njegov načrt je označil začetek ostrega obrata sovjetske arhitekture od modernizma dvajsetih let dvajsetega stoletja k monumentalnemu historicizmu stalinistične arhitekture. Dokončni načrt so Iofan, Vladimir Ščuko in Vladimir Helfreich zasnovali v letih 1933–1934, končno obliko pa je dobila leta 1937. Sklad rebrastih valjev, okronan s 100-metrskim kipom Vladimirja Lenina, je združeval vplive art decoja in neoklasicizma s sodobno tehnologijo ameriških nebotičnikov. Dela na mestu gradnje so se začela leta 1933; temelji so bili dokončani januarja 1939. Projekt je junija 1941 ustavila nemška invazija na Sovjetsko zvezo. Inženirje in delavce so preusmerili k obrambnim projektom ali poslali v vojsko; temelje pa so leta 1942 razstavili in porabili za utrdbe in mostove.
Po vojni je Stalin izgubil zanimanje za palačo. Iofan je izdelal več revidiranih, pomanjšanih načrtov, vendar mu projekta ni uspelo oživiti. Alternativna palača Sovjetov na Vrabčjih hribih, ki so jo predlagali po Stalinovi smrti, ni prišla dlje od faze arhitekturnega natečaja.

## Začetek (1922–31)
30. decembra 1922 je prvi vsezvezni kongres sovjetov razglasil ustanovitev Sovjetske zveze. Istega dne je Sergej Kirov predlagal gradnjo novega državnega kongresnega središča, ki ga je kongres odobril. To je bil po uradni sovjetski različici začetek zgodbe o Palači Sovjetov. Že pred tem, med januarjem in majem 1919, je Petrograd izvedel arhitekturni natečaj za »Palačo dela«; oktobra 1922 je moskovsko arhitekturno društvo objavilo natečaj za drugačno »Palačo dela«, ki ga je prav tako podprl Kirov. Oba projekta sta bila dovolj velika, da bi gostovala kakršenkoli kongres, nobenega od njiju pa ni bilo mogoče uresničiti v državi, opustošeni od državljanske vojne.
V porevolucijskem ruskem jeziku je beseda palača (rusko дворец, dvorec) pomenila večnamensko javno zgradbo, ki si deli razvedrilne in upravne funkcije; sčasoma je prevladal upravni del. Beseda se nikoli ni nanašala na rezidence političnih voditeljev. V dvajsetih letih dvajsetega stoletja so bile zgrajene manjše, skromne »palače dela« ali »palače kulture«. Želena narodna palača je morala biti izjemno velika, impresivna in tehnološko napredna, da bi stala nad množico. Zamisel o postavitvi velikanskega kipa Lenina na vrh državnega upravnega središča (prvotno stavbe Kominterne) sega v leto 1924 s predlogom Viktorja Balihina, takrat podiplomskega študenta visoke šole Vhutemas. Predlog je pozneje populariziralo Balihinovo racionalistično gibanje ASNOVA, vendar je dobil malo priznanja.
Odločitev o gradnji »Doma kongresov« (Дом съездов) je bila sprejeta konec leta 1930 ali v začetku 1931 in objavljena februarja 1931. Vplivov na to odločitev ni mogoče zanesljivo ugotoviti. Dmitrij Hmelnicki je trdil, da je bil edini pobudnik projekta Stalin, Sergej Kuznecov pa nasprotno, da je zamisel predstavil Aleksej Rikov. »Dom kongresov« je bil kronološko prvi od treh megaprojektov, ki so se začeli v Moskvi leta 1931, nekaj mesecev pred moskovskim prekopom in moskovsko podzemno železnico. Njegov začetni obseg je bil skromen; arhitekti in politiki so verjeli, da bi stavbo lahko zgradili do leta 1933. Nebrzdane ambicije obeh skupin pa so kmalu povzročile večkratno povečanje zgradbe, njenega obsega in stroškov gradnje. Poleti 1931 so povečani projekt preimenovali v »Palačo Sovjetov«.

### Arhitekt
Februarja 1931 je vlada vzpostavila tristopenjsko strukturo za vodenje projekta. Gradbeni svet je bil politični odbor, ki mu je predsedoval Kliment Vorošilov in pozneje Vjačeslav Molotov; zastopal je odločitve Stalina in politbiroja. Podrejeni gradbeni svet je bil dejanska ekipa za vodenje projekta, ki so jo sestavljali predsednik Mihail Krjukov, glavni arhitekt Boris Iofan, German Krasin, Artur Lolejt in Ivan Maškov. Gradbeni svet je imenoval in nadzoroval tehnični svet, ki je vseboval na desetine izkušenih arhitektov, umetnikov in inženirjev.
Boris Iofan, drugi mož Gradbenega sveta, je takoj prevzel naziv in vlogo glavnega arhitekta. Iofan, nedavni povratnik iz Italije in dolgoletni študent italijanskega arhitekta Armanda Brasinija, je bil samostojen znotraj sovjetske arhitekturne skupnosti in ni imel obveznosti do nobene skupine. Bil je tudi zaupanja vreden pripadnik partijske elite, s posebno močnimi vezmi z Aleksejem Rikovom in Avelom Jenukidzejem. Njegova kariera za sovjetsko državo se je začela leta 1922 v Rimu in se skozi dvajseta leta 20. stoletja nadaljevala s hitrostjo brez primere. Do leta 1931 se je že izkazal pri odmevnih projektih, vključno z velikanskim Domom na nabrežju. Stalin je Iofanovo imenovanje podprl, verjetno na Jenukidzejevo priporočilo.
Z Iofanom je bilo težko delati, kar je kmalu prisililo Krjukova k odstopu. Jeseni 1931 je predsednik Gradbenega sveta postal partijski aparatčik Vasilij Mihailov, nekdanji Iofanov nadrejeni pri projektu Doma na nabrežju. Krjukov, Mihailov, Rikov, Jenukidze in Iofanovi sodelavci v Judovskem protifašističnem komiteju so bili pozneje ubiti v Stalinovih čistkah, toda nepotopljivi arhitekt je preživel nepoškodovan in obdržal svoj biro, kljub inkriminirajočim povezavam.
Iofan je postavljal pogoje arhitekturnih natečajev in nadzoroval vso papirologijo Gradbenega sveta, kar mu je dalo prednost pred vsakršnimi morebitnimi tekmeci. To očitno navzkrižje interesov je sprožilo špekulacije, da so bili natečaji prirejeni v korist Iofana ali da je bil on izbrani arhitekt že od samega začetka in so bili natečaji le navidezni. V letih 2010 je arhivska raziskava Igorja Kazusa potrdila to hipotezo, ki so jo pozneje podprli Iofanovi biografi Marija Kostjuk, Dmitrij Hmelnicki in Sergej Kuznecov. Že 6. februarja 1931 je Iofan zasnoval tristopenjski devetmesečni razpored posvetov z vnaprej določenim izidom. Načrt je bil kmalu izveden v seriji arhitekturnih natečajev, kjer je Iofan deloval kot primus inter pares v javnosti in siva eminenca v ozadju. Po trditvah Kuznecova je Iofan sprožil in vodil natečaje v lastno korist, da bi si prisvojil zamisli svojih kolegov. Nikoli ni pristal na to, da bi bil začasni nadomestni element, in svojega vodstva ni nameraval nikomur prepustiti.

### Izbira mesta
Marca 1931 je gradbeni svet izbral lokacijo na nekdanji tržnici ulice Ohotni Rjad, nekaj sto metrov severozahodno od Kremlja in Rdečega trga. Tam ni bilo velikih ali kako drugače dragocenih zgradb, ki bi jih bilo treba podreti; rušenje obstoječih nizkih stavb in preselitev njihovih stanovalcev bi zahtevalo malo časa in truda. Levičarske arhitekturne frakcije so tej izbiri oporekale. Aprila in maja je tehnični svet preučil različne možnosti in potrdil izbiro lokacije na Ohotnem Rjadu.
Dne 25. maja je politbiro po zahtevi Molotova in Vorošilova glasoval za lokacijo na mestu cerkve Kristusa Odrešenika. Hannes Meyer in ASNOVA sta podprla to možnost. Iofan je predhodno skrivaj preučil vse možnosti in mesto cerkve mu je bilo všeč. Zahtevalo je obsežno rušenje in predstavljalo doslej neznane tehnične izzive, vendar je bilo največje območje in je tvorilo tesno vizualno celoto z Iofanovo hišo na nabrežju. Večina tehničnega sveta se s tem ni strinjala. 30. maja so kot drugo najboljšo alternativo priporočili lokacije v četrti Zarjadje ali Bolotni ploščadi; mesto cerkve je bilo ocenjeno kot najmanj sprejemljivo. 2. junija 1931 so se v Kremlju sestali Stalin, Molotov, Kaganovič, Vorošilov, Meyer in osem izbranih arhitektov iz tehničnega sveta, kjer je Stalin predstavil svoje argumente v prid mestu cerkve. Kaganovič se je bal, da bo rušitev pravoslavnega svetišča sprožila protisemitsko reakcijo, zato je predlagal lokacijo na Vrabčjih hribih, vendar je prevladalo Stalinovo stališče.
Zgodovinarji se ne strinjajo o pomenu tega sestanka. Po besedah Kuznecova odločitev še ni bila sprejeta in so arhitekti lahko še vedno predlagali druge lokacije. Po mnenju Sone Hoisington je bila odločitev dokončna, vendar njen glavni cilj ni bila palača, temveč uničenje cerkve, pri čemer je bil projekt povsem političen, odločitev narejena brez predhodnih študij izvedljivosti in popolnoma brez ozirov na ekonomičnost. Po Hmelnickem je bila odločitev dokončna; bila je prvi korak v razvoju stalinistične arhitekture. 5. junija 1931 je politbiro dokončno potrdil izbiro. Decembra so bili razstreljeni zadnji ostanki cerkve. Porušili so tudi območje Ohotnega Rjada zaradi gradnje Zgradbe Sveta dela in obrambe (danes sedeža ruske državne dume) in stanovanjskega bloka Arkadija Mordvinova na Tverski ulici.

## Štirje natečaji (1931–1933)

### Predkrog (februar–julij 1931)
Aprila 1931 so izbrani arhitekti in arhitektonske skupine prejeli pogoje prvega, predhodnega natečaja. Povzetek, ki ga je pripravil Iofan in podpisal Krjukov, je ponovil monumentalnost in poudaril edinstvenost prihodnje palače: morala se je radikalno razlikovati od katerekoli obstoječe javne zgradbe. Poslal je jasno sporočilo, da prispevkov ne bodo ocenjevali strokovnjaki, temveč politiki, ki se ne bodo povezovali z nobeno obstoječo poklicno frakcijo.
Do konca junija je Gradbeni svet zbral 15 vnosov, kjer so bila zastopana vsa aktivna gibanja, kot tudi Iofan in njegov brat Dmitrij. Večina, vključno z Iofanoma, se je nagibala k modernistični arhitekturi. Iofan je razmišljal o različnih alternativah in izključil kompaktne osrednje tlorise v prid razprostranjene skupine stavb, poravnanih vzdolž osi sever–jug mesta katedrale. Dvorani sta bili postavljeni na koncih osi s prostornimi notranjimi dvorišči in nagnjenim visokim stolpom vmes. Osnutek na takratne opazovalce ni naredil vtisa. Gradbeni svet ni imenoval jasnega zmagovalca, vendar je previdno pohvalil vnos Genriha Ljudviga, ogromno peterokotno povečavo Leninovega mavzoleja brez kakršnihkoli stilskih iztočnic.

### Mednarodni natečaj (julij 1931–februar 1932)
18. julija 1931 je Gradbeni svet objavil javno, odprto, mednarodno tekmovanje s prijavami do 20. oktobra (kasneje podaljšanimi do 1. decembra). Septembra je spremenil pogoje in pojasnil, da snovanje palače ne bo dodeljeno enemu arhitektu ali skupini ali podjetju. Svet je trdil, da nobena posamezna skupina ne more premagati izzivov takšnega projekta brez primere; zahteva skupno prizadevanje »vseh živih ustvarjalnih sil sovjetske družbe«. Sporočilo je napovedovalo skorajšnjo nacionalizacijo prej neodvisne strokovne skupnosti, vendar izida ni mogel napovedati nihče, niti ožji pripadniki partije kot Iofan, Alabjan ali Ščusev. Drugi prikriti namen natečaja – zatiranje nezaželene arhitekture na način, podoben kampanji »izrojene umetnosti« v Nemčiji – je pozneje, tik pred razglasitvijo zmagovalcev, razkril Aleksej Tolstoj (še en pripadnik ožjih krogov partije). Tolstoj je jasno opozoril arhitekte, da so gotska arhitektura, »ameriško nebotičnikarstvo« in »korbusijanstvo« postali izrazito nezaželeni.
Strokovna žirija, ki ji je predsedoval Molotov, je prejela 112 kratkih predlogov in 160 primernih osnutkov, od tega 24 od tujih arhitektov. Iofan je vnaprej izbral in povabil dostojanstvenike, kot so Le Corbusier, Walter Gropius ali Erich Mendelsohn, za fiksno plačilo. Armando Brasini se je strinjal s predložitvijo predloga brez stroškov. S strokovnega vidika je najboljši predlog podal Le Corbusier. Sovjetski tisk je še leta 1940 hvalil njegov inovativen, logičen in priročen tloris, vendar je bila žirija mnenja, da visok skelet, ki podpira hiperboličnoparaboloidno streho, ni primeren za središče Moskve.
Večina od šestnajstih osnutkov, ki jih je izbrala žirija, je bila v duhu modernizma, toda izbira najboljših treh je presenetila in spravila v zadrego vse vpletene. Politbiro je odločitev sprejel tajno, gradbeni svet pa jo je javno objavil pet dni pozneje, 28. februarja 1931. Tri nagrade so prejeli Boris Iofan, Ivan Žoltovski in skoraj neznani britansko-ameriški samouk Hector Hamilton. Iofan je predstavil revidirano različico svojega prejšnjega predloga, postavljenega ob reko Moskvo. Osnutek se je znebil dotedanje konstruktivistične novosti. Oblika glavne dvorane se je spremenila iz parabolične kupole v sklad ploščatih valjev in po besedah Katherine Zubovič pridobila »bolj italijansko obliko«. Le Corbusier ga je s prezirom označil za »otročje megalomanstvo«. Ivan Žoltovski je bizarno združil italijansko renesanso s svetilnikom Faros in Kolosejem. Hamiltonov osnutek v slogu art deco ni bil navdihujoč, a najbolj koheziven od vseh treh. Hamilton, ki nikoli ni bil v Moskvi, se je namerno izogibal sklicevanju tako na modernistične kot na zgodovinske sloge. Simetrični niz razporejenih pravokotnih oblik in polvaljev, obrnjenih proti reki, so krasile le enotne vrste belih navpičnih stebrov. »Rebrasti slog« Hamiltonovih osnutkov nenavadno spominja na skoraj vse sovjetske javne stavbe iz obdobja Brežnjeva. Zagotovo ni bil edinstven za Hamiltonov načrt: podobne rebraste fasade, ki so bile bistven del ameriškega art decoja, so uporabljali tudi Aleksej Duškin, Josif Langbard, Dmitrij Čečulin in sam Iofan.
Evropski levičarski arhitekti tega niso mogli sprejeti in so se pritožili neposredno Stalinu. Vodje organizacije Congrès Internationaux d'Architecture Moderne (CIAM) so se dobro zavedali, da je natečaj stvar politike, ne pa umetnosti, in da ima zadnjo besedo Stalin. Bili so pripravljeni sodelovati z diktatorjem in so se počutili izdane, ko se je izkazalo, da je imel svoje načrte. Njihovo sporočilo je pomenilo ultimat, v katerem so grozili, da bodo umaknili vso podporo Sovjetski zvezi. Ni znano, ali je Stalin kdaj prebral ta pisma, vsekakor pa mu je umik nezaželenih »zaveznikov« zelo ustrezal.

### Tretji in četrti krog (marec 1932–februar 1933)
Tretji natečaj zaprtega tipa med 12 povabljenimi ekipami arhitektov je bil izveden med marcem in julijem 1932. Gradbeni svet je poleg devetih nagrajencev javnega natečaja na zahtevo Mihajlova povabil tudi ugledne konstruktiviste in racionaliste. Dva bodoča soavtorja palače, Vladimir Ščuko in Vladimir Helfreich, sta bila povabljena v zahvalo za njuno delo na Leninovi knjižnici. Gradbeni svet je od vseh arhitektov zahteval, da se odrečejo raztegnjeni, čepeči zasnovi v korist ene same visoke, kompaktne in monumentalne strukture, pri čemer naj se izogibajo kakršnikoli podobnosti s cerkveno arhitekturo. Glavna dvorana s 15.000 sedeži je morala biti obrnjena proti Kremlju.
Ekipi Ginzburga in Ladovskega sta ostali zvesti modernističnim idejam. Karo Alabjan in sodelavci so izdelali impresivno in novo modernistično zasnovo – »ladjo države« s tremi nagnjenimi »lijaki«, ki obdajajo reko. Drugi arhitekti so sledili navodilom in predstavili kompaktne, monumentalne, a nenavdihujoče predloge. Iofan se je zadovoljil z visokim skladom štirih valjev, ovitih v vrste belih »rebrastih« stebrov. Žirija je zavrnila imenovanje zmagovalca in razpisala nov krog natečaja. Stalin je nasprotno zasebno obvestil Kaganoviča, Molotova in Vorošilova, da je »Iofanov načrt brezpogojno najboljši ...«, in sestavil seznam potrebnih sprememb. Izrecno je izključil alternativna načrta Žoltovskega (»... diši po Noetovi barki«) in zlasti Ščuseva (»ista katedrala, le da brez križa. Morda Ščusev upa, da bo nekega dne dodal križ«).
Četrti in finalni natečaj med petimi izbranimi ekipami je potekalo od avgusta 1932 do februarja 1933. Tokrat so bile vse predloge po sestavi zelo podobne, slogovno pa še vedno različne. 10. maja 1933 je politbiro objavil končno odločitev v korist Iofana. Zmagovalna zasnova je tesno sledila Iofanovemu prejšnjemu predlogu – kompakten, ziguratu podoben sklad treh valjev, postavljenih na masiven stilobat in obdan s stebrišči, klančinami in velikimi stopnišči. Skupna višina osrednje strukture je dosegla 220 metrov, vendar še ni bilo poslovnega stolpa in ne Leninovega kipa. Predlagani kip »osvobojenega proletarca« je bil visok komaj 18 metrov. Vprašanj konstrukcijskega inženiringa ni obravnaval še nihče. Politbiro ni bil popolnoma navdušen nad rezultatom in je Iofanu naročil, naj na vrh palače postavi velikanski kip Lenina, visok 50 do 75 metrov. Uradna različica, objavljena leta 1940, je ta predlog predstavila kot Stalinovo osebno pobudo. Molotov je okleval in trdil, da Leninov obraz ne bo viden z glavnega trga, a se je moral ukloniti Stalinu in Vorošilovu.
Po besedah Andreja Barhina je bil pravi namen četrtega kroga zožiti slogovno izbiro na eno od dveh alternativ: bodisi slediti obstoječemu, zgodovinskemu modelu bodisi ustvariti nekaj povsem novega. Iofan je uspel ustreči obema stranema: čeprav je bil njegov predlog videti nov, je bil v resnici mešanica različnih prepoznavnih prototipov. Iofan sam je dejal, da sta bila glavna navdiha za njegovo zasnovo pergamonski oltar in spomenik Viktorju Emanuelu II., ki ga je prav tako navdihnil pergamonski oltar. Izbira je bila za Iofana naravna, ker je med življenjem v Rimu pogosto videval Vittoriano in ker je študiral pri enem izmed njenih avtorjev, Manfredu Manfrediju. Druga prepoznavna in nesporna oblikovalska poteza je art deco »rebrasti slog« zunanjih sten, ki so ga uporabljali že drugi sovjetski arhitekti. Pri kupoli velike dvorane se je Iofan zgledoval po Dvorani stoletja v Breslauu. Manj očitni, špekulativni viri segajo od Metropolisa Fritza Langa do Turris Babela Athanasiusa Kircherja.

### Vplivi in interpretacije
V času natečajev je država razpustila dotlej neodvisna arhitekturna gibanja in de facto nacionalizirala vse arhitekte pod okriljem državnih projektantskih podjetij in Zveze sovjetskih arhitektov. Do konca leta 1932 se je modernistična arhitektura nasploh, kot tudi konstruktivistična, racionalistična in zlasti formalistična gibanja, ustavila in umaknila nastajajoči stalinistični arhitekturi. Pred tem zastavljeni modernistični projekti so se postopoma dopolnjevali in pogosto »izboljševali«, da so ustrezali novi politiki. Arhitekti so izdelovali in objavljali modernistične osnutke še vsaj do leta 1935, vendar taki predlogi niso imeli možnosti, da bi bili zgrajeni. Nemški arhitekt Rudolf Wolters, ki je prišel v Novosibirsk poleti 1932, je poročal, da so do njegovega prihoda tamkajšnji partijski vodje že prejeli ukaze iz Moskve, naj gradijo le »v klasičnem slogu«. Na državni ravni tovrstni ukazi niso bili uradno objavljeni; sprememba se je zdela naraven razvoj znotraj strokovne skupnosti.
Velika večina sovjetskih, ruskih in tujih avtorjev, z opazno izjemo Antonie Cunliffe, se strinja, da so natečaji predstavljali namerno zavračanje modernizma v prid monumentalnemu historicizmu. Povezava je bila vedno javna, a predmet različnih interpretacij. Sovjetski avtorji iz tridesetih let so se navadno sklicevali na »izboljšanje blaginje množic«. Konstruktivizem so predstavljali kot začasen, poceni arhitekturni nadomestek. Ko je narod premagal hudo revščino dvajsetih let 20. stoletja, se je »ljudstvo« (tj. komunistična država) otreslo začasnih rešitev in z vso pravico sprejelo »kakovostno« arhitekturo. Po drugi svetovni vojni je »blaginja množic« padla na najnižjo raven vseh časov in sovjetski kritiki so se temu prilagodili. Modernizem so slikali kot sovražen, subverzivni vpliv kapitalističnega Zahoda, ki ga je partija takoj razkrila in zatrla. Reforma je bila izvedena s partijskimi odloki v 30. letih, začenši s pregledom mednarodne konkurence, ki ga je izvedel gradbeni svet.
V poznih petdesetih in šestdesetih letih 20. stoletja je modernizem postal uradni slog sovjetske države, novejšo zgodovino pa so znova napisali, da bi ga rehabilitirali. Sovjetski teoretiki so trdili, da so arhitekti v tridesetih prostovoljno opustili konstruktivizem in nato sami skovali novi monumentalni slog. Za »ekscese« stalinistične arhitekture so bili krivi samo arhitekti. Partija, ki je skrbno svetovala strokovnjakom, ne nosi nobene odgovornosti za to, kar je bilo v resnici zgrajeno. Omehčana različica iste pripovedi je vztrajala do 2000. let, predvsem v delih Selima Hana-Magomedova. Zahodni avtorji prav tako niso ponudili verjetne razlage vse do publikacij Haralda Bodenschatza in Christiane Post v 2000-ih.
V poznih devetdesetih je Dmitrij Hmelnicki razvil drugačno razlago. Natečaje je pripravil Stalin osebno kot kompleksno politično provokacijo. V uvodni, samoizobraževalni fazi se je seznanil z vsemi dejavnimi arhitekturnimi šolami in izbral splošno smer, ki je kmalu postala uradni slog. Nato je umetelno degradiral družbeni status in samospoštovanje arhitekturne stroke – kar je bil predpogoj za nacionalizacijo. Naposled je uničil vezi, ki so povezovale arhitekte v podjetja, skupine in gibanja. Nekdanja pestra in neodvisna strokovna skupnost se je na koncu spremenila v homogeno množico poslušnih posameznikov. Podobno teorijo je pozneje objavila Ana Selivanova.
Nasprotniki, kot je Sergej Kuznecov, trdijo, da obstaja premalo dokazov o Stalinovi osebni vpletenosti, da bi lahko delali daljnosežne zaključke. Transkriptov in citatov je v sovjetskih medijih zelo malo. Protokoli politbiroja in dnevniki Stalinovega urada v Kremlju vsebujejo zelo malo zapisov, povezanih s palačo. Hmelnicki, nasprotno, iste dokaze politbiroja ocenjuje kot bistvene. Kuznecov pravi, da so bila vsakdanja vprašanja, kot je dostava drv, pomembnejša od arhitekturnih norosti. Razen nekaj objavljenih srečanj ni dokazov, da je Stalin kdaj povabil arhitekte v Kremelj. Edini arhitekt, ki je bil v rednih stikih s Stalinom, je bil njegov osebni pogodbenik Miron Meržanov, ki je ostal modernist skozi vsa 30. leta.
Še ena hipoteza, ki jo je leta 2003 predlagala Sona Hoisington, vidi spremembo sloga kot neposredno in nenamerno posledico rušitve katedrale Kristusa Odrešenika. Rušenje največje zgradbe v Moskvi je v mestnem tkivu pustilo praznino, ki je zahtevala vsaj tako monumentalno zamenjavo. Leta 1931 prejeti modernistični osnutki niso mogli nadomestiti izgube. Manjkalo jim je »težišče, občutek za hierarhijo« in kakršnakoli povezava z obstoječim mestom; nič prav tako ni bilo izrazito »sovjetskega«. Država je zahtevala »supermonumentalnost« in jo našla v Iofanovem art deco predlogu, ki so ga nato replicirali v manjših projektih po vsej državi.

## Končna zasnova (1934–1939)

### Prisilno sodelovanje
Odlok z dne 10. maja 1933 je Iofana izrecno opozoril, da mu politiki lahko »pomagajo« tako, da v postopek načrtovanja vključijo druge arhitekte. 4. junija je politbiro kooptiral Vladimirja Ščuka in Vladimirja Helfreicha. Iofan je ostal glavni arhitekt, vendar je odtlej moral sodelovati z dvema izkušenima in vplivnima soavtorjema. Dramatična vizionarska arhitektura, ki je nastala iz tega sodelovanja, je bila februarja 1934 odobrena in objavljena z velikim pompom kljub popolni odsotnosti tehničnih in ekonomskih vrednotenj.
Uradna naracija je izdelek predstavila kot skupno delo treh vrstnikov, vendar je bila resničnost bolj zapletena. V drugi polovici leta 1933 sta Iofanova ekipa v Moskvi in ekipa Ščuko-Helfreich v Leningradu delovali ločeno. Iofan ni želel radikalno spremeniti svoje zasnove iz leta 1933 ali povečati njene že tako precejšnje višine. V nasprotju z navodili, ki jih je prejel maja, je Leninov kip raje postavil na samostojen podstavek ali stolp, da bi ohranil ravnotežje med kipom in zgradbo. Ščuko in Helfreich sta menila drugače in nista oklevala postaviti velikanskega kipa na vrh stavbe, s čimer sta njegovo višino povečala za 100 metrov. Sprva je bila njuna osnovna struktura pravokotni blok s ploščami in ne Iofanov sklad valjev. Iofan je nasprotoval, vendar se je Ščuko pritožil neposredno na Gradbeni svet. Politiki so poklicali Iofana in ga prisilili, da sprejme predlog Ščuka in Helfreicha ali pa ga odstranijo iz projekta. Uklonil se je in načrt se je razvil v kompromis med obema skrajnostma.
Postavitev velikanskega kipa na vrh že tako ogromne zgradbe je povzročila nesorazmerno, nelinearno povišanje stavbe. Da bi bil kip viden s tal, so ga morali arhitekti namestiti na visok, a ozek podstavek – »nebotičnik«, ki je stal nad veliko dvorano. Zaradi višine podstavka je bil kip videti manjši in cikel se je ponovil. Po uradni različici so poskusi z maketami pripeljali do zaključka, da je ustrezna višina kipa natanko 100 m. Samo Leninova glava je morala biti velika skoraj tako kot Stebrna dvorana moskovskega Doma sindikatov. Postavitev kipa in zasnova Sergeja Merkurova sta v tridesetih letih 20. stoletja ostala sporna, v javnosti pa so ju ostro kritizirali Boris Koroljov, Nikolaj Tomski, Martiros Sarjan in drugi vpleteni umetniki.

### Ameriške izkušnje
Pomembna funkcija projekta palače je bil prenos sodobne tehnologije na zaostalo sovjetsko industrijo. Konec leta 1934 so Iofan, Ščuko, Helfreich in sodelavci odpotovali na daljši obhod evropskih in ameriških mest. Njihovi glavni cilji so bili ponovna ocena zasnove iz leta 1934 glede na najboljše ameriške prakse ter raziskave in nakup sodobnih gradbenih tehnologij. Moran & Proctor, vodilno podjetje za inženiring temeljev, je postalo prvo ameriško podjetje, ki je bilo najeto za projekt in je pomagalo Gradbenemu svetu v 30. letih 20. stoletja. V prihodnjih letih je sledilo več obiskov in več pogodb, omogočenih prek mreže Amtorg. S popolnoma arhitekturnega vidika so bile najpomembnejše izkušnje pridobljene na lokaciji delno dokončanega Rockefellerjevega centra. Iofan je v poznejših projektih uporabil motiv stopničaste plošče ameriške Rockefeller Plaze 30 in skrbno prerazporedil zložene plasti palače. Te in druge subtilne zunanje spremembe so se nadaljevale skozi preostanek desetletja, skupaj s pomožnim notranjim oblikovanjem in nalogami urbanističnega načrtovanja ter ustanovitvijo tovarn in delavnic.
Zunanjost je dobila končno obliko leta 1937. Število naloženih valjev se je zmanjšalo s pet na štiri s postopno zmanjšujočimi namesto z enakomernimi razmiki med stebri. Letve iz nerjavečega jekla, pritrjene na stebre, so se z višino postopoma širile za gladek prehod od z granitom obloženega stolpa do povsem kovinskega kipa. Spremenila sta se tudi drža in razmerja kipa. Ta revidirani načrt je bil predstavljen in obravnavan na konferenci Zveze sovjetskih arhitektov julija 1939. Knjiga Nikolaja Atarova, ki je v preprostem jeziku opisovala zasnovo in postopek gradnje, je bila objavljena leto pozneje.

### Velikost
Skupna višina palače, vključno s kipom, je bila določena na 416 metrov, kar je presegalo nedavno dokončani Empire State Building. Ker je bila palača precej širša, je bilo ocenjeno, da bo tehtala več kot 1,5 milijona ton in imela bruto prostornino več kot 7,5 milijona kubičnih metrov. Njegova neto notranja prostornina bi presegla skupno prostornino šestih največjih ameriških nebotičnikov tistega obdobja. Palača bi zahtevala 350.000 ton konstrukcijskega jekla, šestkrat več kot Empire State Building in skoraj dvakrat več kot most San Francisco–Oakland Bay).
Velika dvorana z 21 tisoč sedeži je morala imeti notranji premer 130 m, zunanji premer 160 m, višino 100 m in notranjo prostornino 970.000 kubičnih metrov. »Mala« dvorana je imela 5000 sedežev in višino 30 m. Še manjša Ustavna dvorana in Sprejemna dvorana v stilobatu sta merili 70 × 36 m in 122 × 20 m. Tla v poslovnem stolpu naj bi imela uporabno višino od 10 do 12 metrov za še več sejnih dvoran različnih vej oblasti. Natančno število nadstropij ni bilo razkrito.
Kljub svoji ogromnosti je bila načrtovana palača veliko manjša od Volkshalle Alberta Speera, zasnovane za 180 tisoč ljudi, je pa sovjetska palača po skupni višini presegla Volkshalle.

### Struktura
Dokončana palača bi bila sestavljena iz dveh delov, slonečih na dveh neodvisnih temeljih: krožnega jedra z veliko dvorano, poslovnim stolpom in Leninovim kipom ter pravokotnega stilobata ob jedru. Betonski temelji jedra so ležali na apnenčasti podlagi 20 m pod gladino reke Moskve. Veliko lažji, 90 metrov visoki stilobat bi lahko varno počival na najvišji apnenčasti plasti, 3–5 m pod tlemi.
Zasnova stilobata je uporabila tradicionalni jekleni okvir, ogrodje jedra pa je bilo radikalno nekonvencionalno. Namesto da bi potekali vzdolž celotne navpične višine stavbe, so se morali nosilni stebri palače oviti okoli velike dvorane. Tako je bil okvir razdeljen na tri ločene segmente. Spodnji segment, visok 60 m, je obsegal 32 parov navpičnih stebrov, postavljenih okoli velike dvorane in povezanih s temeljno ploščo preko masivnih zakovičenih »čevljev«. Ti »čevlji« so počivali na masivnih jeklenih ploščah, vdelanih v beton. Stebri drugega segmenta so bili postavljeni pod kotom 22 ° in so tvorili šotor nad veliko dvorano do 140 m višine. Nad njim bi uporabili tradicionalen navpičen okvir. Šotor naj bi držala dva masivna jeklena obroča, podobna obročem na sodu. Ta obroča, katerih teža je bila ocenjena na 28 tisoč ton, sta bila največji, najtežji in najdražji element okvirja. Leninov kip, težak okoli 6000 ton, naj bi bil zgrajen okoli lastnega jeklenega ogrodja in oblečen v folijo iz monela s pričakovano življenjsko dobo dva tisoč let.
Zunanji zidovi so sledili ameriškemu vzorcu sredice iz votle opeke in zunanjih oblog iz granita. Po uradni zgodbi je Stalin oblikovalcem naročil, naj se izogibajo nepotrebni vizualni navlaki in uporabijo preprosto dvobarvno barvno shemo. Oblikovalci so izbrali sivkasto moder ukrajinski labradorit za pritličje in bledo siv granit iz doline rečice Daut za preostali del strukture.

### Tehnični sistemi
Notranja infrastruktura palače je bila zasnovana za 50.000 obiskovalcev dnevno. Poti do velike dvorane in do poslovnega stolpa so bile fizično ločene; prvi se je opiral predvsem na stopnice in tekoče stopnice, drugi pa na dvigala. Na voljo naj bi bilo 130 potniških dvigal za po 25 oseb, 27 servisnih dvigal in 20 dvigal z gasilsko opremo. Ker nobeno dvigalo ne bi moglo prevoziti celotne višine stavbe, bi morali obiskovalci v zgornjih nadstropjih dvakrat ali trikrat prestopiti, včasih po tekočih stopnicah ali stopnicah.
Poraba električne energije v palači je bila določena na 90 MW ob največji obremenitvi in 90 milijonov kWh na leto. Oskrba z električno energijo, odporna na napake, je zahtevala izgradnjo treh novih termoelektrarn.
Sistemi notranjega čiščenja in odvajanja odpadkov so vsebovali dvanajst centralnih vakuumskih čistilnih postaj z močjo po 750 KW in trideset enot za odstranjevanje industrijskih odpadkov s skupno zmogljivostjo 7 ton na dan. Težka klimatska oprema bi bila nameščena pod nivojem tal, klimatiziran zrak bi se dovajal do vsakega sedeža v veliki dvorani prek mreže kanalov, ki bi potekali pod vsako vrsto sedežev. Namestitev dovodov zraka je zahtevala nadaljnje raziskave porazdelitve onesnaževal v zraku; projektanti so vedeli, da je treba dovode dvigniti vsaj na 40 m, vendar natančna višina še ni bila znana. Očitno sta bili glavni skrbi preprečevanje in čiščenje prahu. Za čiščenje čevljev obiskovalcev so snovalci predvideli celo vibrirajoče krtače, nameščene v tla v avlah.

### Urbanistična prenova
Načrtovalci Moskve so palačo predvideli kot središče Iljičeve aleje, nove jugozahodno-severovzhodne osi, poravnane vzdolž današnjih Komsomolskega prospekta, ulice Volhonka, Manežnega trga in prospekta Saharova. Koncept, ki so ga razvili brata Vesnin in Ivan Leonidov v dvajsetih letih 20. stoletja, je bil vključen v splošni plan rekonstrukcije Moskve 1935 v svoji osnovni obliki in nato ponovno pregledan v številnih osnutkih in predlogih. Dejanska gradbena praksa je bila pogosto v nasprotju z načrti: nove zgradbe, postavljene v središču Moskve, so načrtovani prospekt pogosto blokirale ali zožile.
Leta 1940 je mesto odobrilo revidiran načrt. Vse zgradbe med palačo in Kremljem, vključno z moskovsko manežo, so morale biti porušene. Aleksandrov vrt bi izravnali v raven in raven bulvar. Stavba Puškinovega muzeja, ki je delno ovirala potek aleje, bi se premaknila severno na Gogoljevski bulevar. Večji del bi ga zavzel trg palače. Trg bi se raztezal daleč proti jugozahodu vzdolž osi Aleje in proti severozahodu v današnje okrožje Arbat. Otok Zamoskvorečje zahodno od Doma na nabrežju bi izginil in napravil prostor za širok odsevni bazen. Konica otoka bi postala osnova spomeniku ladji Čeljuskin in predvidenemu Panteonu letalcev.
Po drugi svetovni vojni je delavnica Ivana Žoltovskega predlagala še večji in gotovo nerealen načrt preureditve osrednjih trgov. Iz teh fantazij ni nikoli nastalo nič, razen izgradnje ulice Novi Arbat v šestdesetih letih.

## Gradnja in rušitev (1933–1942)
Geološke raziskave gradbišča so se začele leta 1933 in nadaljevale v letu 1934. Vrtanje do globine 110 m je potrdilo izvedljivost gradnje. Najvišji prag apnenca je bil pretanek, da bi prenesel težo glavne zgradbe, drugi, 20 metrov pod vodno gladino, je bil dovolj trden. Podtalnica na tem območju je vsebovala zelo malo sulfatov in kloridov in je bila skoraj vedno mirna, zato propadanje betona ni bilo pomembna skrb.
V drugi polovici leta 1934 so gradbeniki po obodu mesta izvrtali na stotine vrtin in v zemljo včrpavali vroč bitumen. To je oblikovalo vodotesno navpično zaveso, ki je segala od površine do nosilnega praga, kar je omogočalo varen izkop pod rečno gladino. Razstreljevanje in izkopavanje se je začelo januarja 1935 in trajalo več kot tri leta. Da bi jamo očistili do temeljev, so delavci odstranili 160.000 m3 kamnin in 620.000 m3 mehke zemlje. Betonski temelji jedra, sestavljeni iz dveh koncentričnih obročev z zunanjim premerom 160 m, so bili dokončani januarja 1938. Sočasno, a neodvisno je v bližini nastajala postaja podzemne železnice »Palača Sovjetov«, postavljena tik izven vodotesnega oboda, ki je bila dograjena leta 1935 v manj kot enem letu.
Posebej za palačo so razvili dve vrsti strukturnega legiranega jekla, odpornega proti koroziji: visoko trdno DS (ДС), ki je vsebovalo baker in krom, in navadno trdno 3M. Jekleni nosilniki so bili valjani, rezani in rezkani v tovarni Verhnja Salda ter prepeljani po železnici na namensko izdelanih vagonih do pretovornega mesta v Lužnikih. Po pregledu in montaži so traktorji in tovorni čolni odpeljali jeklo na gradbišče.
Leta 1939, ko se je ogrodje palače dvignilo nad tlemi, je propagandna kampanja okoli nje dosegla vrhunec. Obris palače je bil v sovjetskih medijih tako vseprisoten, da je po besedah zgodovinarke Sheile Fitzpatrick povprečnemu državljanu postala bolj znana kot katerakoli obstoječa zgradba. Palača se je pojavljala na razglednicah, pisarniškem materialu in ovitkih bonbonov. Filmski ustvarjalci so z uporabo posebnih učinkov montirali podobo palače v žive ulične prizore, kot bi stavba že obstajala.
Poleti 1940, ko so bili delno nameščeni spodnji nosilni stebri, je bil čas do dokončanja celotnega ogrodja ocenjen na 30 mesecev. Časopisna fotografija s 26. junija 1941 potrjuje, da je bil do tedaj okvir severnega trakta v veliki meri dokončan. Po mnenju Iofanove biografinje Marije Kostjuk bi bila palača zagotovo zgrajena, če se ne bi zgodila nemška invazija.
Takoj po izbruhu vojne je bila gradnja za nedoločen čas prekinjena; številni od 3600 gradbenih delavcev so bili poslani v vojaško službo. Tovarne in delavnice Gradbenega sveta so bile mobilizirane za vojne napore; zaloga konstrukcijskega jekla se je uporabila za protitankovsko obrambo Moskve. Iofanovi najbližji učenci so se prostovoljno prijavili v vojsko in padli v bitkah. Med avgustom in septembrom 1941 so bili vodja projekta Andrej Prokofjev in njegovo inženirsko osebje skupaj s 560 vagoni opreme Gradbenega sveta evakuirani zaradi gradnje Uralske tovarne aluminija. Iofan in Merkurov sta po neposrednem ukazu Molotova Moskvo zapustila oktobra.
Konec leta 1941 so preostali delavci protipožarno zaščitili in zakamuflirali jekleno ogrodje ter odšli iz Moskve na Ural. Leta 1942 je bil okvir razstavljen, da bi rešili jeklo za gradnjo železniških mostov. Ker ni bilo delavcev, ki bi vzdrževali vodotesno zaveso, je rečna voda pronicala skoznjo in sčasoma poplavila temelje. V letih 1958–1960 so gradbišče izsušili in spremenili v odprt plavalni bazen.

## Po rušitvi (1941–1956)
Iofan in njegova preostala ekipa so večino vojne preživeli v Sverdlovsku in delali na obrambnih projektih. Pozneje se je spominjal, da so mu decembra 1941, na vrhuncu bitke za Moskvo, neimenovane oblasti naročile, naj nadaljuje z deli na palači. Vendar pa obstaja veliko dokazov, da ni imel sredstev za to. Delo na palači je v Iofanovem prostem času potekalo počasi. Naslednja zasnova, tako imenovana sverdlovska varianta, se je pojavila šele konec leta 1943. Na videz je bila podobna zasnovi iz leta 1937, vendar je bila videti bolj ploščata, težja in brez dinamike izvirnika. Iofan je odstranil rebraste stebre iz zgornjih plasti in dodal obilico prevelikih, razkošnih kipov. Sverdlovska varianta je bila predstavljena v Kremlju leta 1944 in 1945 in je postala nov kanon, ki je nadomestil predvojne modele v množičnih medijih.
Vendar je v tem času Stalin izgubil zanimanje za palačo. Namesto tega se je država januarja 1947 osredotočila na osem manjših stolpnic v Moskvi. Prve uradne objave so novi projekt predstavljale kot konstelacijo stolpov, osredotočenih okoli dominantne Palače Sovjetov. Zelo kmalu so novi stolpi dobili prednost pred vsemi predvojnimi načrti in so dejansko nadomestili palačo kot nove propagandne ikone. Nedokončani predvojni projekti so bili tiho opuščeni ali preurejeni za potrebe novih zakupnikov. Do leta 1953 je bilo dejansko zgrajenih sedem od osmih načrtovanih stolpnic, medtem ko je palača postala fantom, brezplodna vaja v »papirnati arhitekturi«.
Drugi titularni arhitekt palače Vladimir Ščuko je umrl leta 1939, tretji, Vladimir Helfreich, pa se je preselil k drugim projektom. Boris Iofan je poskušal pridobiti pogodbo za glavno stavbo Moskovske državne univerze, a je padel v nemilost. Pogodbo za univerzo je skupaj z vsem predhodnim delom Iofanove ekipe prejel Lev Rudnev. Iofan je ostal odgovoren za neizgrajeno palačo in dobil navodila, naj zmanjša velikost in stroške. Od leta 1947 do 1956 je predstavil šest novih predlogov. Različica iz let 1947–1948 je bila zmanjšana na 320 m višine in 5,3 milijona m3 prostornine. Različica iz leta 1949 je ohranila enako višino z nadaljnjim zmanjšanjem prostornine. V letih 1952–1953 je dokončanje »sedmih sester« sprostilo sredstva in palača se je zvišala na 411 m; leta 1953 se je spet znižala na 353 m.
30. novembra 1954 je Nikita Hruščov sprožil kampanjo množične gradnje cenovno dostopnih stanovanj in proti »ekscesom« stalinistične arhitekture. Hruščov ni izkazoval naklonjenosti določenemu slogu, vendar so ga njegovi pisci govorov in svetovalci previdno usmerjali k modernističnim pogledom. Nekdanji starešine stalinistične arhitekture si niso upali ugovarjati in so sprejeli novo resničnost. Leto pozneje je izšel skupni dekret partije in sovjetov, ki je obsojal »ekscese«, vlada pa je leta 1956 razpustila zadnje zatočišče stalinistične umetnosti – Akademijo za arhitekturo. Skoraj pozabljena Palača Sovjetov ni bila omenjena v nobeni razpravi ali odloku. Iofan še ni hotel odnehati. S pomočjo Helfreicha in njegovega novega partnerja Mihaila Minkusa je načrt znova zmanjšal na 246 m leta 1954 in na 270 m leta 1956.

## Druga palača Sovjetov (1956–1962)
Iofanovo delo se je dokončno ustavilo jeseni 1956 po objavi novega natečaja za novo Palačo Sovjetov. Prostornina nove strukture je bila omejena na 500.000 kubičnih metrov, 15-krat manj od Iofanove zasnove. Glavna dvorana je morala sprejeti 4600 ljudi (petkrat manj), dve manjši dvorani pa po 1500.
Prvotni predlog je zahteval, da se nova palača zgradi na mestu prejšnje, ki ga je do leta 1956 poplavilo in je bilo potrebno obsežnih popravil. Decembra 1956 je vlada predlagala dve nadomestni lokaciji za palačo, obe v bližini stavbe univerze. Bližina univerzitetnega stolpa je onemogočala kakršnekoli načrte visokih stolpnic; nova palača je morala biti raztegnjena, vodoravna, ravna stavba. Vendar je ista bližina nakazovala, da popoln prelom s stalinistično umetnostjo še ni bil zapečaten. Najpomembnejša vladna stavba v Moskvi je morala biti edinstvena; poceni se je ni dalo zgraditi, lahko pa je prenesla še vsaj nekaj »ekscesov«. Neoklasicisti so verjeli, da so dobili priložnost, da odkupijo stalinistično umetnost v očeh Hruščova. Vzhajajoči modernisti so čutili tiho podporo Hruščova in videli priložnost, da vsilijo svoj pogled celotni sovjetski industriji.
Prvi krog natečaja je bil razdeljen na dve sočasni ligi: odprto tekmovanje s 115 prijavami, kjer si bili zastopani tako stalinisti kot modernisti, in zasebno pogodbeno tekmovanje z 21 prijavami. Zmagovalni predlog Aleksandra Vlasova je bil povsem modernistična steklena škatla – ogromen zimski vrt s tremi ovalnimi dvoranami, ki lebdijo v morju zelenja. V nasprotju s pričakovanji Vlasov uradne nagrade ni prejel takoj, temveč je bil nagrajen kasneje. Podobna, a manj radikalna zasnova je namesto zimskega vrta vključevala vrste ozkih belih stebrov. Drugi krog tekmovanja je potekal leta 1959 in se ga je udeležil sam Hruščov. Tokrat so vsi vnosi sledili predlogi, ki sta jo vzpostavila Vlasov in Pavlov, s površinskimi razlikami. Novi kanon sovjetske državne arhitekture, ki je prvič dobil otipljivo obliko v sovjetskem paviljonu na Expo 58, je bil zdaj dokončan. Vlasov je postal vodja nove agencije za gradnjo Palače Sovjetov. Zelo malo je znanega o njenem delu, ki je prenehalo po smrti Vlasova leta 1962. Zamisel o Palači Sovjetov je bila pokopana. Njeno predvideno vlogo je prevzela Kongresna palača v moskovskem kremlju, dokončana leta 1961. Stavba je zamenjala več stavb kulturnega pomena, vključno s staro neoklasicistično stavbo državne orožarne in nekaterimi zadnjimi korpusi Velike kremeljske palače. To in dejstvo, da je bila arhitektura načrtovane stavbe v nasprotju z zgodovinskim okoljem, je povzročilo precej razburjenja, zlasti ker so bile druge zgodovinske stavbe v Kremlju, na primer Čudov in Vstajenjski samostan, porušene že v času Stalina, zakoni, sprejeti sredi petdesetih let 20. stoletja, pa so prepovedali rušenje zgodovinskih zgradb, zaradi česar je bila gradnja na nek način nezakonita.

## Navedki
1. 1 2 3 4  Atarov 1940, str. 72.
2. 1 2 3  Hmelnicki 2007, str. 286.
3. 1 2 3 4 5  Zubovich 2020, str. 55.
4. 1 2  Atarov 1940, str. ;17.
5. 1 2 3 4  Colton 1995, str. 260.
6. 1 2 3  Colton 1995, str. 332.
7. ↑  Atarov 1940, str. 23-24.
8. ↑  Atarov 1940, str. 24.
9. ↑  Sudzuki 2013, str. 183.
10. ↑  Sudzuki 2013, str. 191.
11. 1 2 3  Sudzuki 2013, str. 201.
12. ↑  Kostjuk 2019, str. 35.
13. 1 2  Kostjuk 2019, str. 36.
14. 1 2 3 4 5 6  Kostjuk 2019, str. 62.
15. 1 2 3 4 5  Hoisington 2003, str. 45.
16. 1 2 3  Hmelnicki 2007, str. 78.
17. 1 2 3 4 5 6 7 8 9 10  Kuznecov 2019, str. 53.
18. ↑  Colton 1995, str. ;255, 257, 259.
19. 1 2  Kuznecov 2019, str. 55.
20. ↑  Hmelnicki 2021, str. 47, navaja pismo Molotova Jenukidzeju 5 septembra 1931..
21. 1 2  Hmelnicki 2007, str. ;78–79.
22. ↑  Kostjuk 2019, str. 37.
23. ↑  Hmelnicki 2021, str. 42.
24. 1 2 3  Hoisington 2003, str. 57.
25. ↑  Zubovich 2020, str. 35.
26. 1 2 3  Kuznecov 2019, str. 53–54.
27. ↑  Kostjuk 2019, str. 60.
28. ↑  Kostjuk 2019, str. ;13, 19, 61.
29. ↑  Kostjuk 2019, str. 20.
30. ↑  Kostjuk 2019, str. ;19, 61–62.
31. ↑  Hoisington 2003, str. ;45–46, 57.
32. 1 2  Zubovich 2020, str. 37.
33. ↑  Kostjuk 2019, str. 19.
34. ↑  Zubovich 2020, str. ;54–55.
35. ↑  Hoisington 2003, str. 58.
36. 1 2 3  Kuznecov 2019, str. 54.
37. ↑  Hmelnicki 2021, str. 48: "farsa ... služila, da bi zatajili potekajoče delo in zgradili novo združeno hierarhijo v arhitekturi.".
38. 1 2  Kostjuk 2019, str. ;60–61.
39. ↑  Hmelnicki 2007, str. ;79–80.
40. 1 2 3  Kuznecov 2019, str. 58.
41. 1 2  Kostjuk 2019, str. 63.
42. ↑  Hoisington 2003, str. ;45–46.
43. 1 2  Hmelnicki 2007, str. 80.
44. 1 2 3  Hoisington 2003, str. 47.
45. 1 2  Hoisington 2003, str. 46.
46. 1 2  Hmelnicki 2021, str. 47.
47. 1 2 3  Hmelnicki 2007, str. 81.
48. ↑  Hmelnicki 2007, str. ;82–83.
49. ↑  Kostjuk 2019, str. ;38–39.
50. 1 2  Sudzuki 2014, str. 128.
51. ↑  »Людвиг Генрих Маврикиевич (1893–1973)«. Center Saharova.
52. ↑  Hmelnicki 2007, str. 83.
53. ↑  Hmelnicki 2007, str. 84.
54. 1 2  Hmelnicki 2007, str. 85.
55. ↑  Hmelnicki 2007, str. 86.
56. 1 2 3 4 5 6  Hmelnicki 2007, str. 87.
57. 1 2  Hmelnicki 2007, str. 91.
58. ↑  Kostjuk 2019, str. 42.
59. ↑  Hmelnicki 2007, str. ;83, 86.
60. ↑  Kostjuk 2019, str. ;41–42.
61. 1 2  Kostjuk 2019, str. 64.
62. ↑  Zveza sovjetskih arhitektov 1933, str. ;42, 44, 48.
63. ↑  Hmelnicki 2007, str. 89.
64. ↑  Atarov 1940, str. 37.
65. 1 2 3 4  Zubovich 2020, str. 33.
66. 1 2 3 4  Hmelnicki 2007, str. 88.
67. ↑  Kostjuk 2019, str. 44.
68. 1 2 3 4 5 6  Barhin 2016, str. 58.
69. ↑  Barhin 2016, str. ;56, 60.
70. 1 2  Barhin 2016, str. 57.
71. ↑  Hmelnicki 2007, str. 99.
72. ↑  Hmelnicki 2007, str. 101.
73. ↑  Hmelnicki 2007, str. 102.
74. 1 2  Hmelnicki 2007, str. 103.
75. ↑  Hmelnicki 2007, str. 113.
76. ↑  Hoisington 2003, str. ;52–53.
77. ↑  Hoisington 2003, str. 53.
78. ↑  Hoisington 2003, str. 51.
79. ↑  Hoisington 2003, str. ;51–52.
80. 1 2 3  Hmelnicki 2007, str. 114.
81. ↑  Hoisington 2003, str. ;54.
82. 1 2 3  Hmelnicki 2007, str. 115.
83. ↑  Hmelnicki 2021, str. 50.
84. ↑  Hmelnicki 2021, str. 51.
85. ↑  Kuznecov 2019, str. 54, navaja Stalinovo pismo Kaganoviču, datirano s 7. julijem 1932 in objavljeno 2001.
86. ↑  Hmelnicki 2021, str. 51, navaja Stalinovo pismo Kaganoviču, datirano s 7. julijem 1932 in objavljeno 2001.
87. 1 2 3  Hmelnicki 2007, str. 116.
88. 1 2 3  »Протокол № 137 заседания Политбюро ЦК ВКП(б) от 10 мая 1933 года« (v ruščini). 10. maj 1933. Arhivirano iz prvotnega spletišča dne 30. julija 2021. Pridobljeno 25. marca 2023.
89. ↑  Hoisington 2003, str. ;57–58.
90. ↑  Hoisington 2003, str. 59.
91. ↑  Atarov 1940, str. 43.
92. 1 2  Hoisington 2003, str. ;58–59.
93. ↑  Barhin 2016, str. 59.
94. ↑  Hmelnicki 2007, str. 133.
95. 1 2  Hmelnicki 2007, str. 11.
96. ↑  Hmelnicki 2007, str. 130, navaja: Wolters, R. (1933) Spezialist in Sibirien, str. 83.
97. ↑  Hoisington 2003, str. ;41–42.
98. 1 2 3  Hmelnicki 2007, str. 13.
99. 1 2  Hmelnicki 2007, str. ;13–14.
100. ↑  Hmelnicki 2007, str. 14.
101. 1 2 3 4  Hmelnicki 2007, str. 16.
102. ↑  Hmelnicki 2007, str. ;20–21.
103. ↑  Hmelnicki 2007, str. 25.
104. 1 2 3 4  Hmelnicki 2007, str. ;122–125.
105. ↑  Kuznecov 2019, str. 52.
106. ↑  Hmelnicki 2021, str. 42: "Od decembra 1930 je politbiro pogosto razpravljal na temo Palače ...".
107. 1 2 3  Kuznecov 2019, str. ;55–56.
108. ↑  Hoisington 2003, str. ;48–49.
109. 1 2 3 4  Hoisington 2003, str. 60.
110. 1 2  Atarov 1940, str. 45.
111. 1 2 3  Hoisington 2003, str. ;60–61.
112. 1 2 3 4 5  Hoisington 2003, str. 61.
113. ↑  Atarov 1940, str. 55.
114. ↑  Atarov 1940, str. 56.
115. ↑  Akademija za arhitekturo 1939, str. ;40, 43, 70, 77, 78.
116. ↑  Zubovich 2020, str. 40.
117. ↑  Zubovich 2020, str. ;40–41, 44.
118. ↑  Zubovich 2020, str. 44.
119. ↑  Zubovich 2020, str. 41.
120. ↑  Zubovich 2020, str. ;42–43.
121. ↑  Sudzuki 2014, str. 134.
122. ↑  Barhin 2016, str. 60.
123. ↑  Zubovich 2020, str. 53.
124. 1 2  Sudzuki 2014, str. 132.
125. ↑  Atarov 1940, str. 47.
126. ↑  Sudzuki 2014, str. ;132, 138.
127. ↑  Atarov 1940, str. Back matter: typesetting started 2 June 1940, authorized for print 17 August 1940.
128. 1 2 3 4  Akademija za gradbeništvo in arhitekturo 1961, str. 11.
129. ↑  Atarov 1940, str. 70.
130. ↑  Atarov 1940, str. 67.
131. ↑  Atarov 1940, str. ;109, 110.
132. ↑  Atarov 1940, str. 121.
133. ↑  Atarov 1940, str. 123.
134. ↑  Atarov 1940, str. 109.
135. ↑  McCloskey, B. (2005). Artists of World War II. Greenwood. str. 63. ISBN 9780313321535.
136. ↑  Hmelnicki 2007, str. 82 navaja spomine Alberta Speera.
137. ↑  Atarov 1940, str. ;57, 85.
138. 1 2 3 4  Atarov 1940, str. 77.
139. 1 2 3  Atarov 1940, str. ;86–87.
140. ↑  Atarov 1940, str. ;89–90.
141. 1 2  Atarov 1940, str. 90.
142. ↑  Atarov 1940, str. ;90–91.
143. 1 2 3  Atarov 1940, str. 91.
144. 1 2  Akademija za arhitekturo 1939, str. 35.
145. ↑  Atarov 1940, str. 99.
146. ↑  Atarov 1940, str. 104.
147. ↑  Atarov 1940, str. 105.
148. ↑  Atarov 1940, str. 137.
149. 1 2 3  Atarov 1940, str. 138.
150. 1 2  Atarov 1940, str. 139.
151. ↑  Atarov 1940, str. 143.
152. ↑  Atarov 1940, str. 133.
153. ↑  Atarov 1940, str. 135.
154. ↑  Atarov 1940, str. 134.
155. ↑  Atarov 1940, str. 136.
156. 1 2 3  Tkačenko 2020, str. 51.
157. 1 2  Tkačenko 2020, str. 50.
158. ↑  Tkačenko 2020, str. 85.
159. ↑  Tkačenko 2020, str. 89.
160. 1 2  Tkačenko 2020, str. ;50–51.
161. 1 2  Tkačenko 2020, str. ;51–53.
162. 1 2  Atarov 1940, str. 73.
163. ↑  Atarov 1940, str. 80.
164. 1 2  Atarov 1940, str. ;73–75.
165. 1 2  Atarov 1940, str. ;76–77.
166. ↑  Atarov 1940, str. ;77–78.
167. ↑  Kavtaradze, Sergej (2005). »Московскому метро 70 лет«. World Art Музей (v ruščini). 14. ISSN 1726-3050.
168. ↑  Atarov 1940, str. 69.
169. ↑  Atarov 1940, str. ;90, 93.
170. 1 2  Hoisington 2003, str. ;64–65.
171. ↑  Hoisington 2003, str. 64 navaja knjigo Fitzpatrickove Everyday Stalinism, izdajo iz 1999..
172. ↑  Zubovich 2020, str. 28.
173. ↑  Atarov 1940, str. 95.
174. ↑  »"Дворец Советов не был утопией"« (v ruščini). gazeta.ru. 19. december 2011.
175. 1 2  Zubovich 2020, str. 64.
176. 1 2  Kostjuk 2019, str. 52.
177. ↑  Zubovich 2020, str. ;55, 64, 78.
178. ↑  Zubovich 2020, str. ;55, 78.
179. 1 2  Colton 1995, str. ;365–366.
180. ↑  Zubovich 2020, str. 107.
181. 1 2 3 4 5 6 7 8 9  Hmelnicki 2007, str. 287.
182. 1 2  Zubovich 2020, str. 66.
183. ↑  Kostjuk 2019, str. 53.
184. ↑  Kružkov, N. (2014). Высотки сталинской Москвы. Наследие эпохи (v ruščini). Центрполиграф. ISBN 9785227045423.
185. ↑  Hmelnicki 2007, str. 260.
186. ↑  Hoisington 2003, str. 65.
187. ↑  Hmelnicki 2007, str. 291.
188. 1 2 3  Hmelnicki 2007, str. 293.
189. 1 2 3  Colton 1995, str. 329.
190. ↑  Vlasov A. (1952). »Москва завтра«. Техника — молодёжи. Št. 5. str. 5.
191. ↑  Tkačenko 2020, str. 54.
192. 1 2  Hmelnicki 2007, str. 261.
193. ↑  Trofimov V.; Jerivanski A. (1952). »Восемь вершин«. Техника — молодёжи. Št. 5. str. 14–15.
194. 1 2  Hmelnicki 2007, str. 319.
195. ↑  Hmelnicki 2007, str. ;328–329.
196. 1 2  Hmelnicki 2007, str. ;287, 288.
197. ↑  Tkačenko 2020, str. 52.
198. 1 2 3 4 5  Hmelnicki 2007, str. 335.
199. 1 2  Colton 1995, str. 336.
200. 1 2 3  Hmelnicki 2007, str. 336.
201. ↑  Hmelnicki 2007, str. ;336–337.
202. 1 2  Hmelnicki 2007, str. 340.
203. 1 2 3  Colton 1995, str. 366.
204. ↑  Hmelnicki 2007, str. 342.
205. 1 2 3  Hmelnicki 2007, str. 344-345.
206. 1 2 3 4 5  Hmelnicki 2007, str. 345.

### Zgodovinski viri
- Zveza sovjetskih arhitektov (1933). Дворец Советов. Всесоюзный конкурс 1932 г. / Palast der Sowjets. Allunions-Preisbewerbund 1932 (v ruščini in nemščini). Всекохудожник.
- Akademija za arhitekturo (1939). Архитектура дворца Советов. Издательство Академии Архитектуры СССР. ISBN 9785446072521. (ponatis 2013)
- Akademija za gradbeništvo in arhitekturo (1961).  L. I. Kirillova; G. B. Minervin; G. A. Šemjakin (ur.). Дворец Советов. Материалы конкурса 1957-1959 (v ruščini). Госстройиздат.
- Atarov, N (1940). Дворец Советов (v ruščini). Московский рабочий. Dokončni uradni opis končne postavitve, grajene leta 1940, in načrtovani sistemi.

### Sodobne raziskave
- Barhin, A. (2016). »Ребристый стиль высотных зданий и неоархаизм в архитектуре 1920-1930-х«. Academia. Архитектура и строительство (v ruščini). Št. 3. str. 56–65.
- Hmelnicki, D. (2007). Архитектура Сталина (v ruščini). Прогресс-Традиция. ISBN 978-5898262716.
- Hmelnicki, D. (2021). Alexey Shchusev. Architect of Stalin's Empire Style (v angleščini). DOM publishers, Berlin. ISBN 9783869224749.
- Colton, T. (1995). Moscow: Governing the Socialist Metropolis (v angleščini). Harvard University Press. ISBN 9780674587496.
- Hoisington, S. (2003). »Ever Higher: The Evolution of the Project of the Palace of Soviets«. Slavic Review (v angleščini). Zv. 62, št. 1. Cambridge University Press. str. 41–68. doi:10.2307/3090466. JSTOR 3090466. S2CID 164057296.
- Kostjuk, M. (2019). Boris Iofan. Architect behind the Palace of the Soviets. Theory and History, vol. 86 (v angleščini). Prevod: Nicholson, J. DOM publishers, Berlin / Muzej arhitekture A. V. Ščuseva. ISBN 9783869223124.
- Kuznecov, S. (2019). »Роль Сталина в организации конкурса на проектирование Дворца Советов (1931-1932 гг.)« (PDF). Architecture and Modern Information Technologies (v ruščini). Št. 3. str. 51–60.
- Sudzuki, Ju. (2013). »Советские дворцы. Архитектурные конкурсы на крупнейшие общественные здания конца 1910-х – первой половины 1920-х годов как предшественники конкурса на Дворец Советов«. Искусствознание (v ruščini). str. 181–205.
- Sudzuki, Ju. (2014). »Формирование "нового стиля" в процессе окончательного проектирования Дворца Советов«. Вестник СПБГУ (v ruščini). Št. 4. str. 126–139.
- Tkačenko, S. (2020). »1922–1956 годы. Нереализованные проекты развития центрального композиционного ядра Москвы на примере Аллеи Ильича«. Academia. Архитектура и строительство (v ruščini). Št. 3, 4. str. 82–91, 50–55.
- Zubovich, Katherine (2020). Moscow Monumental: Soviet Skyscrapers and Urban Life in Stalin's Capital (v angleščini). Princeton University Press. ISBN 9780691205298.